# Termitodiellus esakii
Termitodiellus esakii is een keversoort uit de familie bladsprietkevers (Scarabaeidae). De wetenschappelijke naam van de soort is voor het eerst geldig gepubliceerd in 1943 door Nomura.